# プライム・リンク
株式会社プライム・リンクは、かつて「牛角」「とりでん」「おだいどこ」などの飲食店経営、並びにフランチャイザー展開をしていた企業。2017年4月1日付で株式会社アスラポートへ吸収合併され、アスラポートプライム・リンク事業本部となった。

## 概要
1995年9月に設立し、吸収合併の時点における本社は東京都品川区にあった。「牛角」「とりでん」「おだいどこ」の店舗展開を実施。

## 沿革
- 1995年9月 - 土屋晃が飲食ビジネス店舗の運営手法蓄積を目的に設立
- 1998年5月 - 炭火焼肉酒家「牛角」フランチャイズ加盟店として加盟店事業開始
- 1999年12月 - 炭火焼肉酒家「牛角」エリアフランチャイズ本部の権利取得、エリアフランチャイズ本部事業開始
- 2000年9月 - 釜めしと串焼「とりでん」エリアフランチャイズ本部の権利取得、加盟店事業及びエリアフランチャイズ本部事業開始
- 2001年11月 - 大阪証券取引所ナスダック・ジャパン市場へ株式上場
- 2004年6月 - izakaya-dining「おだいどこ」1号店 大阪市阿倍野区に開店
- 2007年1月 - 株式移転で持株会社アスラポート・ダイニングの完全子会社
- 2007年10月 - 際コーポレーション株式会社と業務提携に関する共同開発契約を締結
- 2007年11月 - 「鶏専門日向暁荘」1号店（中野店）を東京都中野区に開店
- 2015年11月 - 本社を東京都港区高輪から港区芝へ移転
- 2016年7月 - 本社を東京都港区高輪から品川区西五反田へ移転
- 2017年4月 - アスラポートに吸収合併されて消滅。旧プライム・リンクの事業は「プライム・リンク事業本部」となる[1][2]。

## 運営していたブランド
- 牛角（炭火焼肉）

炭火焼肉レストランチェーン。プライム・リンクでは、東北・北関東（一都三県除く）・東海・北陸・関西・九州の全国26府県に店舗を展開。
- とりでん（居酒屋）

串焼、釜飯、手羽先、鶏ちゃん焼きの居酒屋。東北・北関東・東海・北陸・関西・中国・四国・九州のエリアに店舗がある。
- おだいどこ（居酒屋）

和風居酒屋。東北・関東・関西・四国に約32店舗がある。
- 日向暁荘（居酒屋）

鶏専門店。
- 金の鶏銀の釜（居酒屋）

290円居酒屋。